# 慕洛·費奧利
慕洛·費奧利（Mauro Fiore，1964年11月15日—），意大利裔美国攝影指導。
他生于卡拉布里亚大区的马尔齐，1971年他家移居美国。
1987年他获得芝加哥哥伦比亚学院的文学士。
他担任摄影最知名的电影作品是2009年的科幻巨制《阿凡达》，尽管真实现场摄影只占影片的30%，依然让他获得了第82届奧斯卡最佳攝影獎。他摄影的其他作品有《训练日》、 The Hire: Ticker、《烈日風暴》、《五路追杀令》與《反恐戰場》。